# Páros (település)
Páros (románul Paroș) falu Romániában, Erdélyben, Hunyad megyében.

## Fekvése
A Hátszegi-medencében, Hátszegtől 12 km-re délre, a Retyezát aljában fekvő település.

## Története

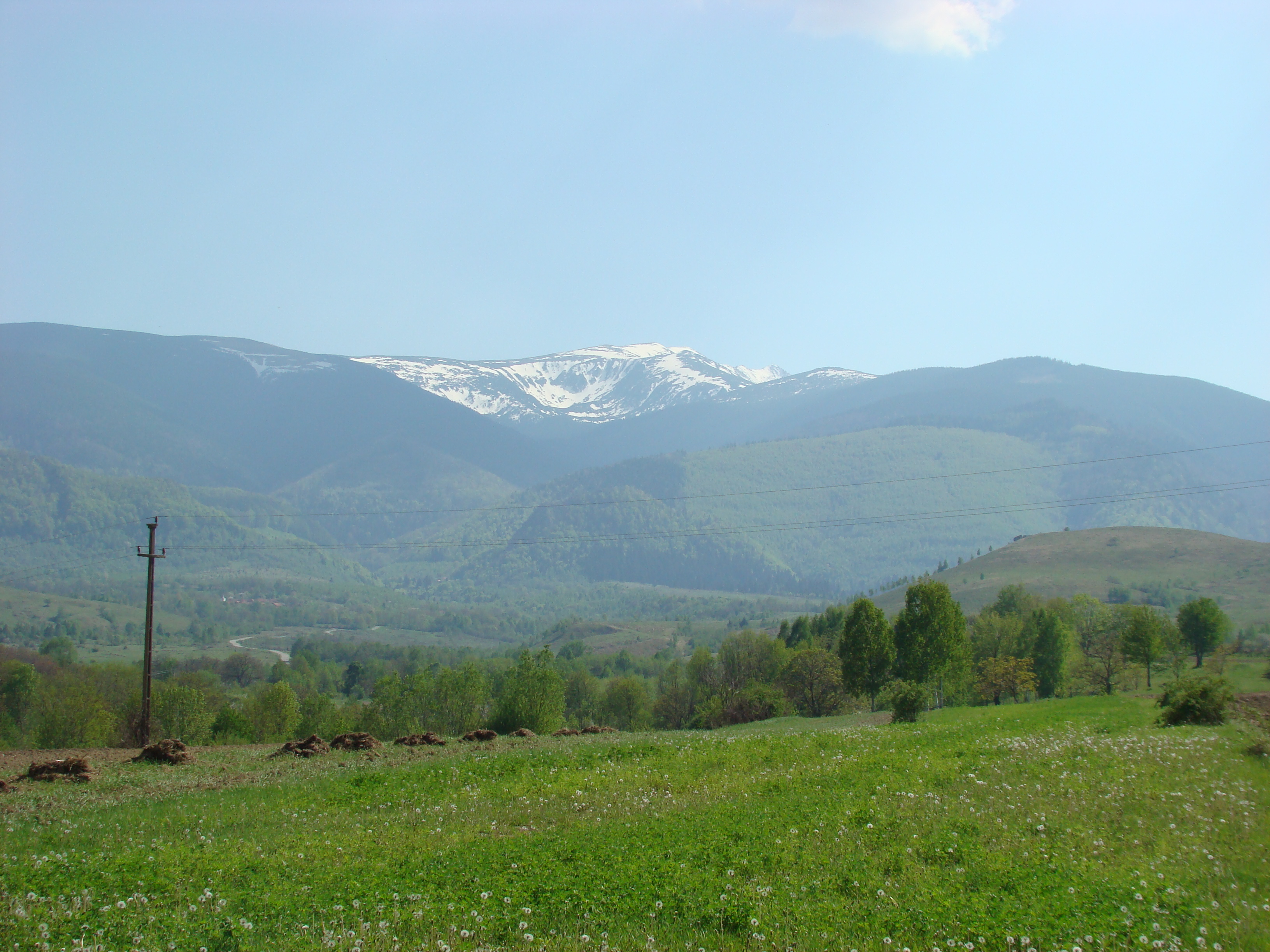
A környék látképe a Retyezát hegységgel

A falu nevét 1453-ban említette először oklevél Paros alakban. Később nevét többféleképpen is írták, így: 1464-ben p. Parooad, 1511-ben part. terre Frazen aliter Andolya in p-e  Paros, 1733-ban Párosz Pestére, 1760–1762 között Parospestere, 1808-ban Páros, 1888-ban Páros-Pestere, 1913-ban Parospestere alakban fordult elő.
1523-ban Párosi nemesek birtokolták.
A trianoni békeszerződés előtt Hunyad vármegye Puji járásához tartozott. 1910-ben 601 lakosából 2 fő magyar, 588 román. Ebből 592 görögkatolikus, 6 görögkeleti ortodox volt.
A 2002-es népszámláláskor 346 lakója mind román volt.

## Nevezetesség
- 15. századi ortodox templom[2]